# Mirta Miller
Mirta Jovita Miller, geborene Bugin Chatard (* 16. August 1948 in Buenos Aires), ist eine argentinische Schauspielerin und Model. Ihr Tätigkeitenschwerpunkt als Schauspielerin lag auf Filmproduktionen in den 1970er Jahren, in denen sie jährlich in mehreren Produktionen mitwirkte.

## Leben
Mirta Miller wurde am 16. August 1948 in Buenos Aires geboren. Anfang der 1960er Jahre war sie als Kinderdarstellerin in den Filmen El romance de un gaucho, Geschlossene Gesellschaft und A puerta cerrada zu sehen. Zum Ende der 1960er Jahre zog sie nach Spanien, um als Model zu arbeiten. Dabei rückte sie wieder in das Interesse der Filmindustrie.
Im Jahr 1971 übernahm sie eine Nebenrolle in Blindman, der Vollstrecker. Es folgten Besetzungen 1972 in Die Rebellion der lebenden Leichen als Elsie und Frauen, die man Töterinnen nannte als Melanippe, 1975 in Stetson – Drei Halunken erster Klasse als ein Saloonmädchen, in Labyrinth des Schreckens als Lisa Sanders und in Time Breaker als Zigeunerin Morelia. 1976 verkörperte sie in Züchte Raben… Amelia Garontes. Ab den 1980er Jahren nahmen ihre Besetzungen in Filmen merklich ab.
1984 übernahm sie die Rolle der Evita im Film Ekstase. Während dieser Zeit wirkte sie auch in wenigen Theaterproduktionen wie in den Stücken La fontana oder Cantando se entiende la gente mit. Ihr wird eine Affäre mit dem spanischen Aristokraten Alfons Jaime de Borbón nachgesagt. In den folgenden Jahren wirkte sie nur noch an wenigen Filmproduktionen mit oder übernahm Episodenrollen in Fernsehserien. Zuletzt war sie 2013 im Film Blockbuster in einer Filmrolle zu sehen.

## Filmografie
- 1961: El romance de un gaucho
- 1962: Geschlossene Gesellschaft (No Exit)
- 1962: A puerta cerrada
- 1970: Enseñar a un sinvergüenza
- 1970: Una señora llamada Andrés
- 1971: Pepe, komm nach Deutschland (Vente a Alemania, Pepe)
- 1971: Las siete vidas del gato
- 1971: Préstame quince días
- 1971: El apartamento de la tentación
- 1971: Die Troerinnen (The Trojan Women)
- 1971: Una chica casi decente
- 1971: Aunque la hormona se vista de seda…
- 1971: Blindman, der Vollstrecker (Blindman)
- 1971: Los días de Cabirio
- 1971: Simón, contamos contigo
- 1972: Vente a ligar al Oeste
- 1972: El padre de la criatura
- 1972: Ligue Story
- 1972: ¡No firmes más letras, cielo!
- 1972: Die Nacht der blutigen Wölfe (Dr. Jekyll y el hombre lobo)
- 1972: Los novios de mi mujer
- 1972: Mannequín… alta tensión
- 1973: La curiosa
- 1973: Draculas große Liebe (El gran amor del conde Drácula)
- 1973: Busco tonta para fin de semana
- 1973: Pisito de solteras
- 1973: Die Rebellion der lebenden Leichen (La rebelión de las muertas)
- 1973: Un casto varón español
- 1973: Frauen, die man Töterinnen nannte (Le amazzoni - donne d'amore e di guerra)
- 1973: Santo contra el doctor Muerte
- 1973: Das Mädchen aus der roten Mühle ((La chica del Molino Rojo))
- 1973: Graf Luckner (Les aventures du capitaine Luckner) (Fernsehserie, Episode 3x04)
- 1974: Jenaro el de los 14
- 1974: El insólito embarazo de los Martínez
- 1975: Como matar a papá… sin hacerle daño
- 1975: Stetson – Drei Halunken erster Klasse (Il bianco il giallo il nero)
- 1975: Labyrinth des Schreckens (Gatti rossi in un labirinto di vetro)
- 1975: Mi mujer es muy decente, dentro de lo que cabe
- 1975: Un lujo a su alcance
- 1975: Todos los gritos del silencio
- 1975: Time Breaker (Get Mean)
- 1976: Züchte Raben… (Cría Cuervos)
- 1976: A la legión le gustan las mujeres… y a las mujeres, les gusta la legión
- 1976: Ligeramente viudas
- 1976: El señor está servido
- 1976: Retrato de familia
- 1976: Mauricio, mon amour
- 1976: Los viajes escolares
- 1976: La lozana andaluza
- 1976: El erotismo y la informática
- 1976: Alcalde por elección
- 1976: El in… moral
- 1977: Curro Jiménez (Fernsehserie, Episode 1x12)
- 1977: La oscura historia de la prima Montse
- 1977: Cuentos de las sábanas blancas
- 1977: Vierzig Jahre nach Granada (A un dios desconocido)
- 1977: Niñas… al salón
- 1977: Doña Perfecta
- 1978: Pepito piscina
- 1978: Donde hay patrón…
- 1978: Suave, cariño, muy suave
- 1978: La sombra de un recuerdo
- 1978–1979: Estudio 1 (Fernsehserie, 2 Episoden)
- 1979: El rediezcubrimiento de México
- 1979: Dschungel-Django (Il cacciatore di squali)
- 1980: Fortunata y Jacinta (Fernsehserie, 2 Episoden)
- 1980: Der Fetzer mit dem sanften Blick (Yo hice a Roque III)
- 1981: Sexo sangriento
- 1981: Der letzte Harem (L'ultimo harem)
- 1981: In den Klauen des C.I.A. (Sha shou ying)
- 1982: Tac-tac
- 1982: El cepo
- 1984: El último kamikaze
- 1984: Ekstase (Bolero)
- 1991: Taller mecánico* 1984: Ekstase (Fernsehserie, Episode 1x05)
- 1993: Pelotazo nacional
- 1996: Los ladrones van a la oficina (Fernsehserie, Episode 4x17)
- 1998: Hermanas (Fernsehserie, Episode 2x05)
- 1999: Tío Willy (Fernsehserie, 3 Episoden)
- 2000: Maestros
- 2004: Sucedió en España
- 2005: Los ojos del engaño (Deceitful eyes)
- 2006: Mi querido Klikowsky (Fernsehserie, Episode 2x01)
- 2010: El Caballero del Antifaz
- 2013: Blockbuster